# Vári Pál (labdarúgó)
Vári Pál (Budapest, 1948. január 5. –) labdarúgó, hátvéd.

## Pályafutása
1966 és 1972 között a Bp. Honvéd labdarúgója volt. Az élvonalban 1966. április 17-én mutatkozott be a Vasas ellen, ahol csapata 3–2-es vereséget szenvedett. Tagja volt az 1969-es idényben az ezüst- és az 1970-es tavaszi idényben a bronzérmes csapatnak. Az élvonalban 24 mérkőzésen szerepelt. 1972 nyarán leigazolta a BKV Előre.

## Sikerei, díjai
- Magyar bajnokság
  - 2.: 1969
  - 3.: 1970-tavasz